# Nat Turner

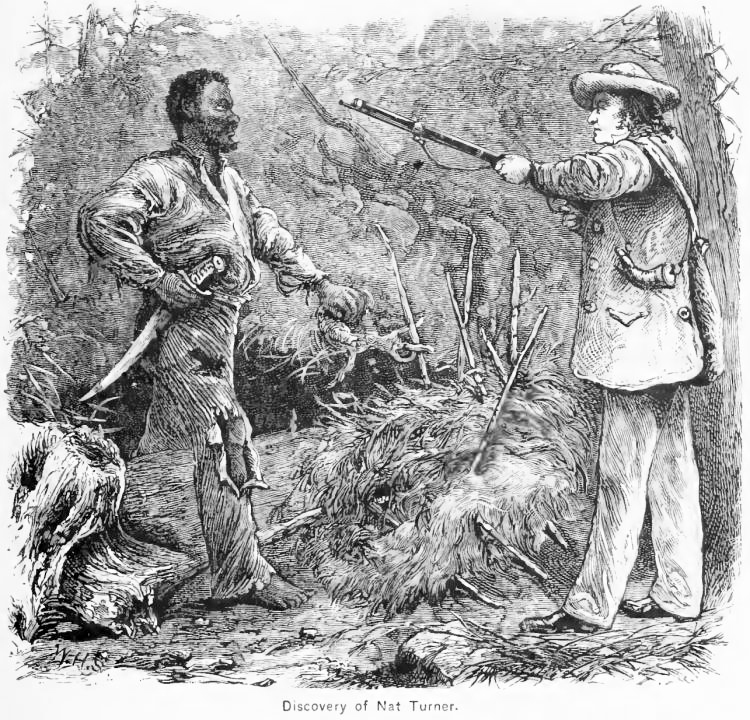
Illustration der Gefangennahme von Nat Turner durch Benjamin Phipps am 30. Oktober 1831

Nathaniel „Nat“ Turner (* 2. Oktober 1800 in Southampton, Virginia; † 11. November 1831 in Jerusalem, Virginia) war ein amerikanischer Sklave, der 1831 einen Sklavenaufstand anführte.

## Leben

### Jugend
Nathaniel Turner wurde auf der Plantage von Benjamin Turner als Sohn einer Sklavin geboren. Seine Mutter und Großmutter waren von Afrika nach Amerika verschleppt worden, was bei ihm einen tiefen Hass gegen die Sklaverei hervorrief.
Der Sohn des Besitzers der Plantage vermittelte ihm einen tiefen christlichen Glauben.
Turner kam immer mehr zu der Überzeugung, Gott habe ihn auserwählt, seine Leute aus der Sklaverei herauszuführen (1825). Er wirkte als Prediger unter den Sklaven der Plantage und wurde „der Prophet“ genannt. 1831 wurde Nat Turner nach dem Tod Benjamin Turners an Joseph Travis (Travers?) verkauft.

### Sklavenaufstand
Im Februar 1831 interpretierte er eine Sonnenfinsternis als Zeichen Gottes, das ihn aufrief, mit der Befreiung zu beginnen. Am 21. August töteten Nat und sieben andere Sklaven ihre Besitzer. Der Gruppe schlossen sich daraufhin weitere Sklaven und freie Schwarze an, die mit Messern, Äxten und Hacken von Siedlung zu Siedlung zogen und dort Weiße umbrachten. Dem Aufstand fielen 55 Weiße zum Opfer, bis es einer Miliz gelang, ihn niederzuschlagen. Als Vergeltung wurden mehr als hundert unschuldige Sklaven getötet.
Turner konnte fliehen, wurde aber sechs Wochen später, am 30. Oktober 1831, gefangen genommen. Während seiner Gefangenschaft schrieb Thomas R. Gray das Leben Turners nieder. Es wurde als The Confessions of Nat Turner in Zeitungen veröffentlicht. Turners fehlgeschlagener Aufstand führte zu weiteren Morden an Sklaven und noch schärferen Sanktionen bei Ungehorsam. Nat Turner wurde am 11. November 1831 in Jerusalem im Southampton County, Virginia, gehängt; sein Körper wurde Ärzten überlassen, die ihn köpften, abhäuteten und vierteilten.

## Heutige Auswirkungen
Das Leben Nathaniel Turners kam 1967 durch die Veröffentlichung des Romans The Confessions of Nat Turner von William Styron wieder ins Gespräch, der zu Teilen auf Grays Aufzeichnungen basiert. Obwohl das Buch in den USA der 1960er Jahre starker Kritik ausgesetzt war, entwickelte es sich zum Verkaufsschlager. Der amerikanische Historiker und Sozialkritiker Styron warf durch die Veröffentlichung Fragen zu Turner, zu schwarzer Geschichte und zu „den Worten des Propheten“ (des „Sambo“) auf. Die öffentliche Diskussion, der sich auch weiße Autoren anschlossen, führte zu einem Aufschrei der weißen Bevölkerung. Durch die Veränderungen Ende der 1960er Jahre galt Turner als Symbol der Black-Power-Bewegung und der Befreiung.

### In der Literatur und im Film
Reef the Lost Cauze, ein Underground-Rapper aus Philadelphia, schrieb ein Lied über Nat Turner. Es ist auf dem Album A Vicious Cycle zu hören. Im Jahre 2008 veröffentlichte Kyle Baker seine Graphic Novel Nat Turner, die 2006 zahlreiche Preise gewann, so z. B. Story of the Year und Best Artist der Glyph Awards oder Best Reality-Based Work des Eisner Awards. Außerdem wird der Sklavenaufstand unter Turner auch im 9. Teil der TV-Serie Roots aus dem Jahr 1977 behandelt. In der ersten Episode Wilde Jugend der ersten Staffel der Serie Fackeln im Sturm wird Nat Turner beiläufig von Tillet Main erwähnt, um hartes Vorgehen gegen Sklaven gegenüber seinem Sohn Orry zu rechtfertigen.
- Nat Turner: A Troublesome Property ist ein Film von Charles Burnett, der 2003 erschien[4]
- The Letter Writer von Ann Rinaldi ist ein historischer Roman, der während des Turner-Aufstandes spielt
- Turner taucht in den folgenden Romanen als Figur auf:
  - The Resurrection of Nat Turner, Part 1: The Witnesses: A Novel (2011) von Sharon E Foster
  - L’Ange noir von Catherine Hermary-Vieille
  - Up Jumps the Devil von Michael Poore
- Der Film The Birth of a Nation – Aufstand zur Freiheit ist ein biografisches Drama über Nat Turner, das am 25. Januar 2016 beim Sundance Film Festival uraufgeführt wurde.[5]
- In der finalen Szene des italienischen Mondo-Films Addio, Onkel Tom! werden Auszüge aus The Confessions of Nat Turner zitiert und mit dem zeitgenössischen Kampf der Black-Power-Bewegung in Verbindung gebracht.[6]

### Gedenken
- 2002 listete der Autor und Afrozentrist Molefi Kete Asante Nat Turner in seiner Liste der 100 größten Afroamerikaner auf.[7]
- 2009 wurde in Newark der größte Park der Stadt Nat Turner Park benannt.[8]